# Biaslag
Biaslag (mongolisch бяслаг) ist ein Käse aus Dickmilch, der in der Mongolei hergestellt und gegessen wird. Ausgangsprodukt von Biaslag ist in der Regel Yakmilch. 
Zunächst wird Tarag hergestellt, ein dickflüssiger und homogener Joghurt mit leicht säuerlichen Geschmack. Aus erhitzter Yakmilch und Tarag entsteht ein dickmilchähnliches Produkt. Dies kann frisch gegessen werden und wird dann als Edem bezeichnet. Die Dickmilch wird häufig ausgepresst und von der Molke befreit. Der daraus zubereitete Käse ist gelb, hart und schmeckt leicht säuerlich. Gelegentlich wird Tarag auch der Molke beigefügt, die nach der Herstellung von Öröm anfällt. Der so hergestellte Käse wird gleichfalls als Biaslag bezeichnet, ist aber deutlich fader und fettärmer.
Alle Yak-Rassen haben eine verhältnismäßig kurze Laktationsperiode, häufig nur von Juni bis Oktober. Yakmilch kann aber als Biaslag konserviert werden.

## Belege